# Stumpfblättrige Weide
Die Stumpfblättrige Weide (Salix retusa) ist eine Pflanzenart aus der Gattung der Weiden (Salix).

## Beschreibung

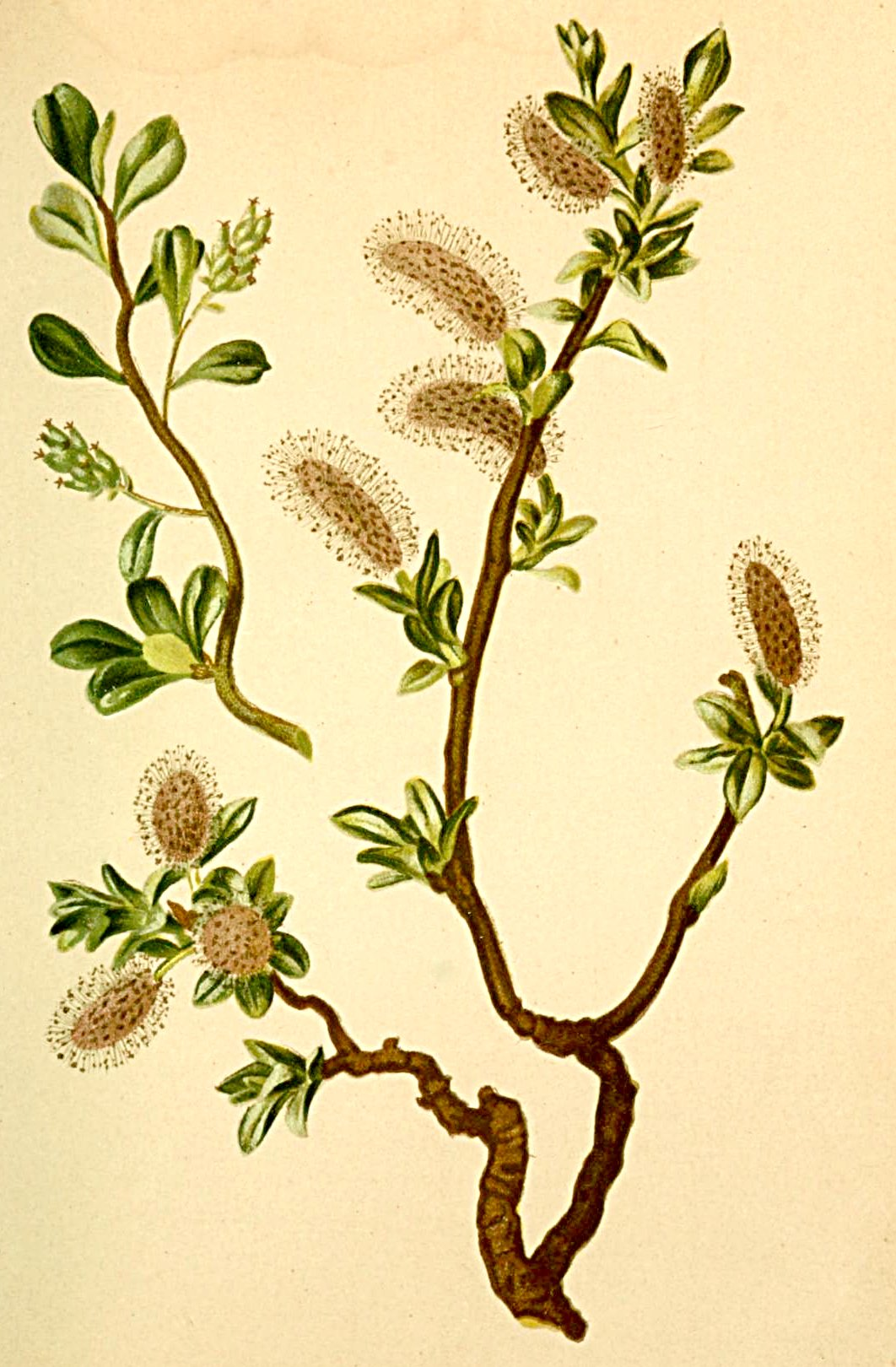
Illustration aus Atlas der Alpenflora

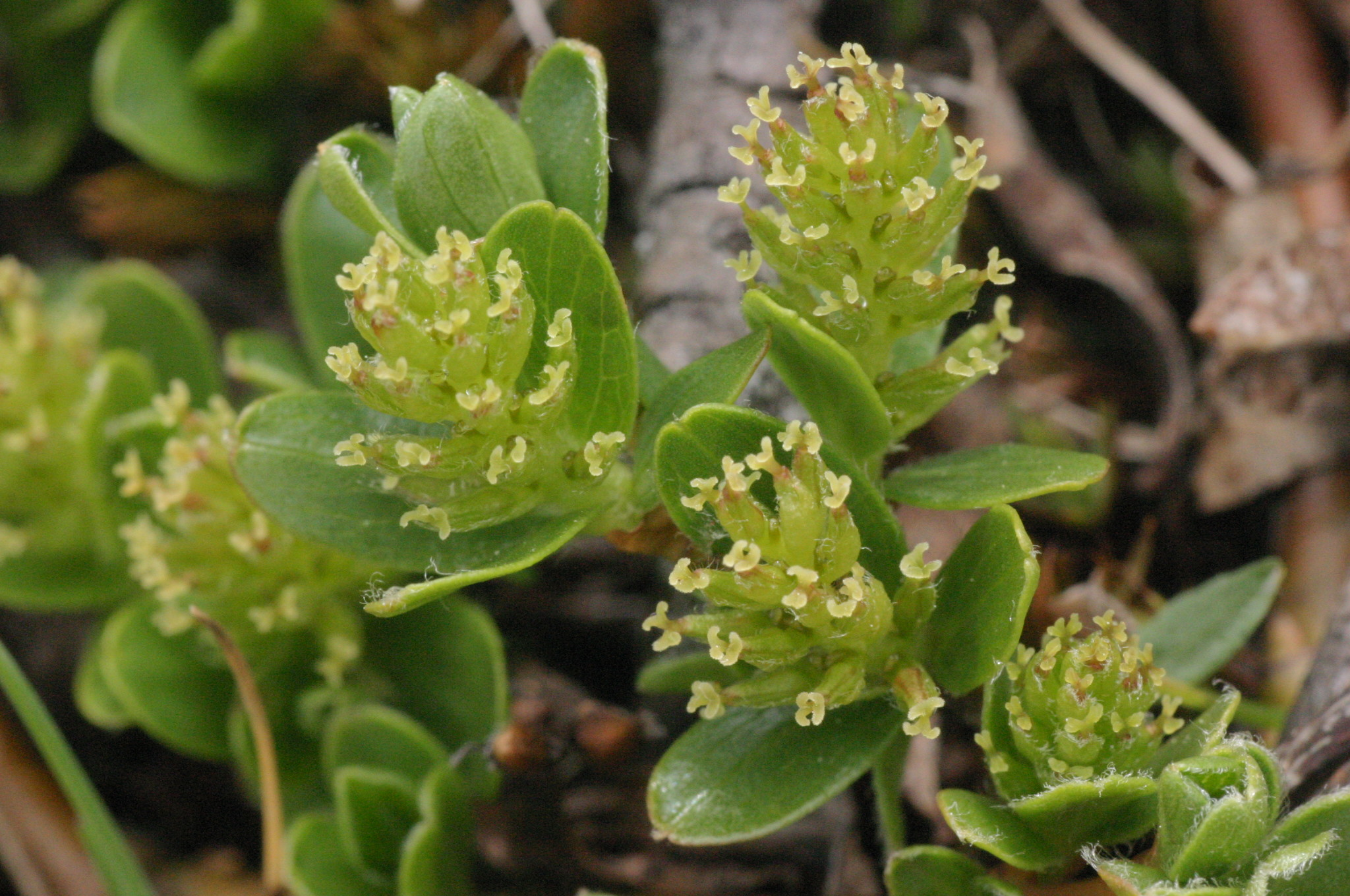
Weibliche Kätzchen

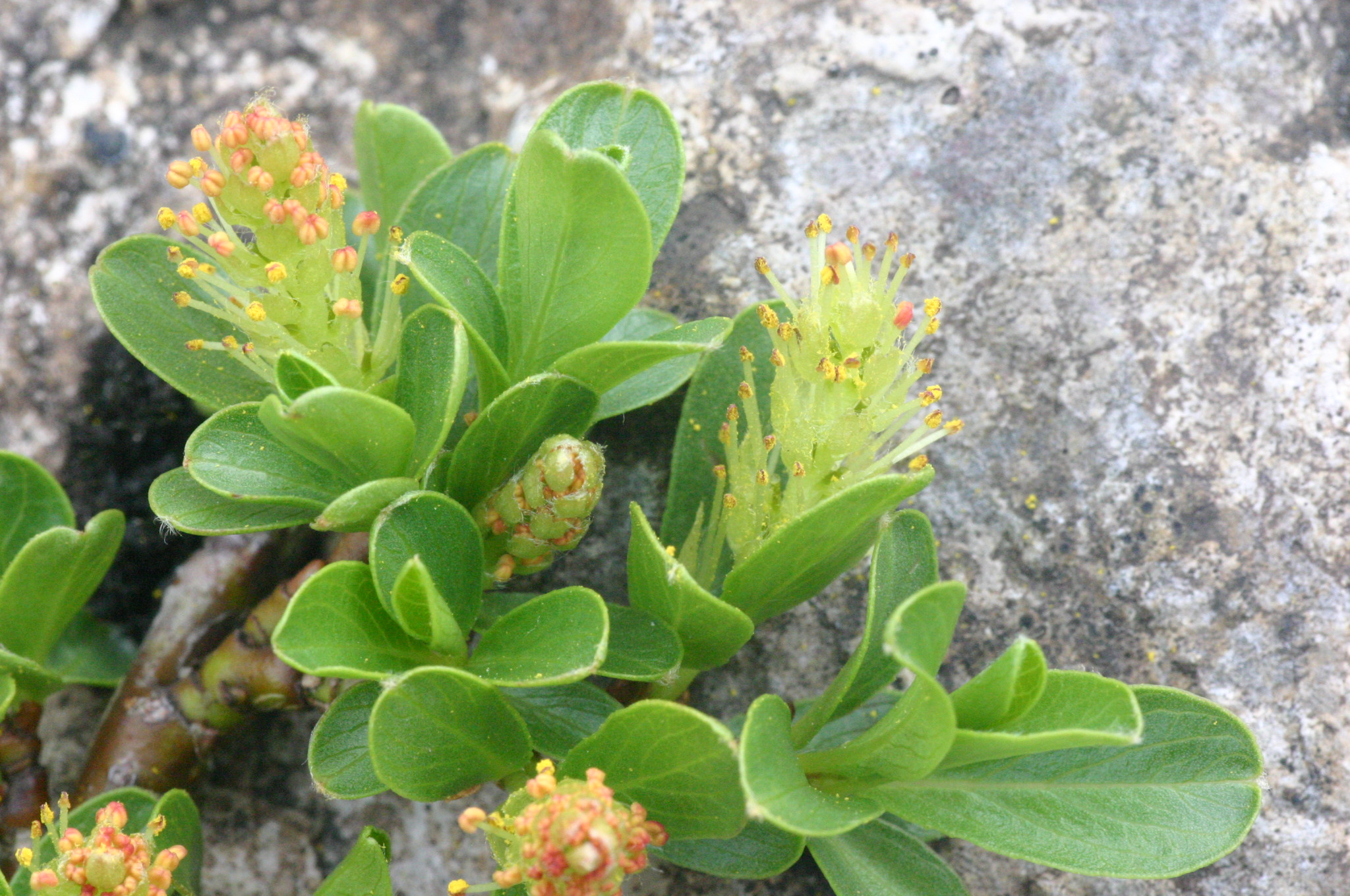
Männliche Kätzchen

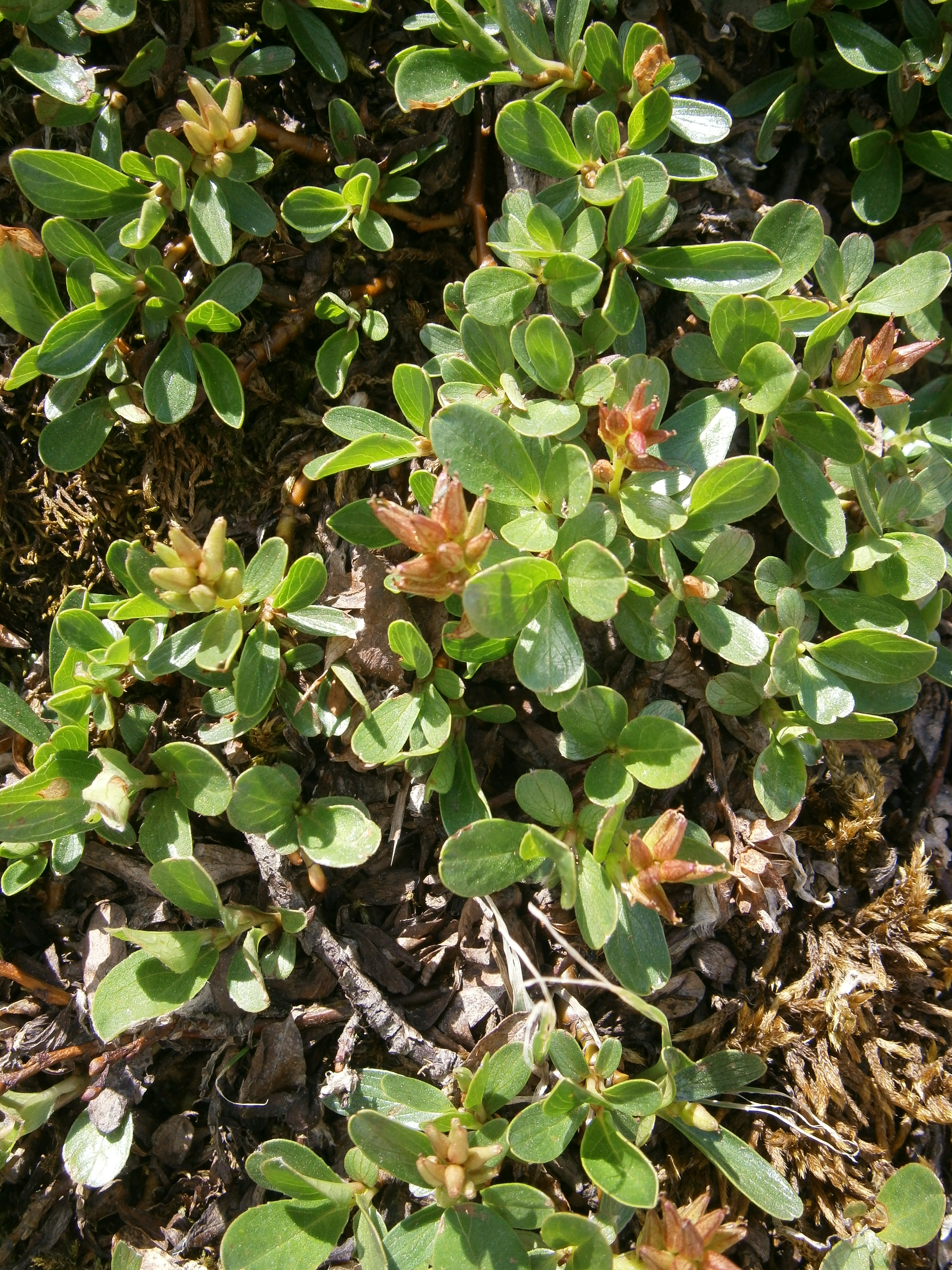
Habitus und Laubblätter

### Vegetative Merkmale
Salix retusa ist ein sommergrüner, niederliegender Zwergstrauch bzw. Spalierstrauch mit kurzen gedrängten, gewundenen und groben Ästen. Die Rinde der 5 bis 30 Zentimeter langen Zweige ist olivgrün bis braun, glatt und dünn. Die Wurzel ist kräftig entwickelt und reicht tief zwischen die Felsspalten.
Die Laubblätter sind in Blattstiel und Blattspreite gegliedert. Der Blattstiel ist 2 bis 3 Millimeter lang. Die einfach Blattspreite ist bei einer Länge von 5 bis 20 Millimetern sowie einer Breite 5 bis 8 Millimetern verkehrt-eiförmig bis breit-eiförmig, meist ganzrandig und oberseits glänzend. Das Herbstlaub ist leuchtend gelb. Die getrockneten Zweige und Laubblätter duften eigenartig und intensiv nach Baldrian.

### Generative Merkmale
Die Stumpfblättrige Weide ist zweihäusig getrenntgeschlechtig (diözisch). Zehn oder mehr Blüten befinden sich in gleichzeitig mit den Blättern austreibenden, aufrechten kätzchenförmigen Blütenstand. Die männlichen Blütenstände sind gelb und nur 1,5 Zentimeter lang.
Die Kapselfrucht öffnet sich in zwei Hälften und enthält zahlreiche Samen. Die sehr kleinen Samen besitzen einen dichten Pappus.
Die Chromosomenzahl beträgt 2n = 76, 114, 152.

### Ähnliche Arten
Der Stumpfblättrigen Weide ähnlich ist die Quendelblättrige Teppich-Weide (Salix serpillifolia Scop.), auch Quendel-Weide genannt.  Sie wurde früher häufig als Unterart der Stumpfblättrigen Weide (Salix retusa subsp. serpillifolia (Scop.) Arcang.) aufgefasst, hat viel dichter beblätterte Zweige sowie deutlich kleinere Blätter sowie einen dicht geschlossenen, rasenartigen Wuchs, wie ihn die Stumpfblättrige Weide niemals zeigt. Sie kommt im gleichen Lebensraum wie Salix retusa in den Alpen vor, besiedelt aber häufig stärker besonnte Standorte und tiefere Lagen als Salix retusa.

## Verbreitung
Die Stumpfblättrige Weide gehört zu den alpinen Arten der europäischen Glazialflora und ist ebenso ein glaziales Relikt. Sie ist zudem ein arkto-alpiner Vertreter der Gebirgsflora der keine arktische Verbreitung besitzt (Europäische arkto-alpinen Art). So beschränkt sich ihr Vorkommen ausschließlich auf gemäßigte und subtropische Hochgebirge.
Das natürliche Verbreitungsgebiet befindet sich in den europäischen alpinen Hochgebirgen: Pyrenäen, Alpen, Apenninen, Jura. Karpaten, Dinarisches Gebirge. In Bulgarien wird Salix retusa nur auf dem Gipfel des Ibar in der Rila planina gefunden.
Sie kommt in den Alpen und Voralpen in Höhenlagen von meist 1700 bis 2500 (1260 bis 2640) Metern, in Bayern bis zu 2470 Metern, in Tirol von 1700 bis 2640 Metern, im Wallis von (1260 bis) 1500 bis 2500 Metern, im Schweizer Jura von etwa 1200 bis 1700 Metern vor. In den Allgäuer Alpen steigt sie in Höhenlagen von 900 Metern bis weit über 2000 Metern auf.
In den arktischen Regionen Eurasiens wird Salix retusa sowie Salix serpillifolia durch Salix nummularia Anderss. (arktisches Europa und Asien, im östlichen Sibirien, sowie südwärts bis zum Altai und in die Mongolei), sowie durch Salix rotundifolia Trautv. (arktisches Europa und Asien, sowie in Ostasien südwärts bis in das Ochotskische Gebiet und Kamtschatka) abgelöst.

## Standorte
Die Stumpfblättrige Weide bildet in schneereichen Lagen niederliegende Zwergweidenspaliere, wo sie sich anemophil verbreitet. Sie ist eine Lichtart und wächst nur sehr langsam. Sie erreicht dabei ein hohes Alter. Standorte sind felsige, sonnige Habitate der subalpinen- und alpinen Stufe. Typischerweise besiedelt sie hierin  Karren um und in Kalkschneeböden und beruhigten Block- und Kalkschutthalden mit lang andauernder Schneebedeckung. Die mild-humosen Stein- und Steinschuttböden sind basenreich und meist kalkhaltig. Sie wächst zudem auf nacktem Fels, wo sie mit den kräftigen Wurzeln tiefere spaltengründige Substrate erreicht. In den Alpen wächst Salix retusa in Höhenlagen von 1600 bis 2900 Metern.
Die ökologischen Zeigerwerte nach Landolt & al. 2010 sind in der Schweiz: Feuchtezahl F = 3 (mäßig feucht), Lichtzahl L = 5 (sehr hell), Reaktionszahl R = 4 (neutral bis basisch), Temperaturzahl T = 1+ (unter-alpin, supra-subalpin und ober-subalpin), Nährstoffzahl N = 2 (nährstoffarm), Kontinentalitätszahl K = 2 (subozeanisch).
Die Stumpfblättrige Weide kann zusammen mit der Weißen Silberwurz (Dryas octopetala) Initialstandorte im Periglazial der Hochgebirge besiedeln. Sie ist damit eine Pionierart, die beispielsweise alpine Streifenböden in den Alpen befestigt. Streifenböden entwickeln sich als schräg zum Tal ziehende Steinstreifen, die aus dem Auffrieren der Steine an der Bodenoberfläche und durch kapillar angesaugtes Wasser wird in den entstehenden Hohlräumen unter den Steinen feines Bodenmaterial eine Hebung hervorrufen. Streifenböden sind durch die Schwerkraft sortiert und zeigen ebenfalls eine Zonierung, die über die Sukzession von Pflanzengesellschaften eine fortschreitende Bodenentwicklung anzeigt. So befestigen zuerst Dryas octopetala und Salix retusa mit seilartig gestreckten, über 1 Meter langen Wurzeln den Mittelschutt, der zum Halten gebracht wird. Anschließend siedelt sich die Polster-Segge (Carex firma) an.
Als ökologischer Typ gehört sie zu den Schuttdeckern, die im beweglichen Stein kleinere feste Inseln ausbildet, indem sie sich mit ihren Sprossen ausbreitet, dicht verzweigt und so das bewegliche Gestein festhält. Zum gleichen Typ der zumeist Feinschutt festigenden Pflanzen gehören andere Spaliersträucher wie Salix reticulata, Dryas octopetala, Arctostaphylos uva-ursi, Saxifraga oppositifolia und Gypsophila repens. Salix retusa bildet dabei die oben beschriebenen Treppen im Geröll.
Als Vorteil der spalierförmigen Wuchsform wird die erhöhte Wärmereflexion bodennaher Bereiche von Zweigen und Blättern beschrieben.

## Pflanzensoziologie
Die Stumpfblättrige Weide ist Charakterart des pflanzensoziologischen Verbandes Salicion retusae. Zwei Assoziationen wurden ursprünglich aus Bereichen Südosteuropas ausgeschieden: das Soldanello-Salicetum retusae Horvat 33 (= Salix retusa-Carex nigra-Ass.) auf grobblockigen Halden, die an Kalkfelsen ansetzen (u. a. in der Čvrsnica, Bjelašnica, Vranica und Durmitor), sowie das Saicetum retusae-reticulatae macedonicum Horvat 36 aus Makedonien (Jakupica und Šar Planina). Gemeinsam sind den Assoziation unter anderem: Soldanella alpina; Anemona baldensis, Carex nigra, Ranunculus montanus, Polygonum viviparum, Carex kitaibeliana u. a.
Nachdem Ivo Horvat 1960 den Verband Salicion retusae für die Dinariden aufgestellt hatte, wurden entsprechende Assoziationen der Alpen 1999 durch Thorsten Englisch in den Verband Soldanello alpinae-Salicion retusae gestellt. Bošjan Surina untersuchte danach 2005 die Verbände für die Südostalpen, in denen er folgende Assoziationen ausschied: Salici retusae-Geranietum argentei (Julische Alpen), Homogyno discoloris-Salicetum retusae (Krn in den Julischen Alpen sowie den Karnischen Alpen, Karawanken und dem Kamnik), Salicetum retuso-reticualatae (Lienzer Dolomiten sowie Karnische Alpen, Monte Baldo, Belluno-Dolomiten, Bernina), Potentillo brauneanae-Homogynetum discoloris (Julische Alpen und Karawanken).
Boštjan Surina und Branko Vreš konnten 2004 noch innerhalb des Verbandes Salicion retusae eine Assoziation außerhalb der Hochgebirge für tiefe Depressionen in Karstplateaus Sloweniens ausweisen, das Drepanoclado uncinati-Heliospermetum pusilli Surina & Vreš. Diese Assoziation wächst im Slowenischen Karst im Snežnik und Trnovski gozd in tiefen Glaziokarst-Depressionen und wird durch Temperaturinversion und kühlfeuchtes, regenreiches Klima durch das Laubmoos Sanionia uncinata und den Kleinen Strahlensame (Helispemra pusillum) charakterisiert. Neben Sanionia und Heliosperma ist nur noch die Stumpfblättrige Weide Charakterart der auf gefestigten periglazialen Blockhalden stockenden Assoziation. Als weitere Begleitarten treten Viola biflora, Carex capillaris, Chrysosplenium alternifolium, Carex atrata, Polygonum viviparum und Festuca nitida auf, während unter den Moosen Oncophorus virens, Campylium stellatum, Polytrichum alpinum, Pohlia elongata subsp. elongata und Orthothecium rufescens am häufigsten sind. In der Strauchschicht kommen nur Gemeine Fichte, Bewimperte Alpenrose und Großblättrige Weide vor oder diese fallen wegen der extremen Klimabedingungen gänzlich aus.